# Chinbon Chin jezik
Chinbon Chin jezik (ISO 639-3: cnb; chinbon, chindwin chin, sho, ütbü), sinotibetski jezik uže kuki-činske skupine iz Burme, kojim govori oko 19 600 (1983) u državi Chin: Kanpetlet, Yaw, Seidoutia i Paletwa.
Leksički mu je najbliži asho chin [csh], 50%, a oba pripadaju podskupini sho.

## Vanjske poveznice
- Ethnologue (14th)
- Ethnologue (15th)